# Специальные моторизованные части милиции
СМЧМ (специальные моторизованные части милиции) — воинские части внутренних войск МВД СССР (1966–1991), МВД России (1991-1997), основными задачами которых были охрана общественного порядка в крупных населённых пунктах и борьба с уличной преступностью.
30 сентября  - День СМЧМ.
К 1997 году бо́льшая часть СМЧМ была расформирована, а оставшиеся переименованы в СМВЧ (Специальные моторизованные воинские части).
СМЧМ комплектовались военнослужащими срочной службы и носили форму сотрудников советской милиции. Во время несения службы по охране общественного порядка (ООП) пользовались правами и обязанностями сотрудника милиции. Вместе с тем, военнослужащие СМЧМ, в отношении административного правонарушителя осуществляли, как правило, не только доставление в органы внутренних дел, но и составление протокола для передачи его сотрудникам милиции и дальнейшего оформления. Поэтому, с точки зрения административного законодательства, полномочия по составлению административных протоколов военнослужащие СМЧМ не реализовывали.
Демобилизованных военнослужащих СМЧМ охотно брали на службу в милицию на должности младшего начальствующего состава. Граждан, отслуживших в этих частях (а возможно и во внутренних войсках в целом) кадровые подразделения милиции не направляли для прохождения первоначальной подготовки в учебный центр (так называемая «Учебка»), в отличие от лиц, отслуживших в частях других родов войск, так как считалось, что в этом нет необходимости. Не брали на службу тех, у кого в анкете написано "Родители были во время войны за границей, в оккупации" и т д. Были и исключения.
Части СМЧМ участвовали во всех крупных конфликтах на территории СССР, а позже Российской федерации. Так, в 1988 году они первыми были направлены для организации правопорядка и предотвращения военных действий в Степанакерт. Это были совсем молодые курсанты в/ч 5440 учебного полка ВВ МВД г.Донецк. Лишь через два месяца в город прибыли военнослужащие ВДВ.
Когда случилось землетрясение в Спитаке и Ленинакане, именно срочники СМЧМ первыми были посланы на помощь армянскому народу.
В 1994 году СМЧМ были расформированы.

## История
СМЧМ были созданы на основании постановления ЦК КПСС и Совета Министров СССР от 23 июля 1966 года № 571 «О мерах по усилению борьбы с преступностью» и приказом Министерства охраны общественного порядка (МООП) СССР от 30.09.1966 г. № 03 «О формировании специальных моторизированных частей милиции МООП СССР», в связи с чём Днём образования СМЧМ считается 30 сентября 1966 года. Основной целью создания усиленных и моторизированных частей милиции было предотвращение массовых протестных акций, беспорядков, акций гражданского неповиновения, которые уже имели место в СССР во второй половине 50-х и в начале 60-х годов.
Всего было сформировано 43 воинские части, в том числе четыре полка — в Москве, Ленинграде, Ташкенте и Киеве, 40 отдельных батальонов в крупных административных и промышленных городах СССР общей численностью 10 тыс. человек и 2 роты.
Личный состав СМЧМ ВВ МВД СССР привлекался к выполнению служебно-боевых задач по обеспечению правопорядка и общественной безопасности при проведении массовых мероприятий с большим количеством граждан: торжественные митинги и шествия, концерты, спортивные зрелища и пр. Из наиболее известных торжеств это XXII летние Олимпийские игры в 1980 году и XII Всемирный фестиваль молодёжи и студентов в 1985 году в Москве, Игры Доброй воли в Санкт-Петербурге в 1994 году.
Начиная с 1988 года СМЧМ выполняли служебно-боевые задачи при разрешении межнациональных конфликтов в Сумгаите, Оше, Фергане, Баку, Кишинёве, Ереване, Северной Осетии и Ингушетии, в Нагорном Карабахе, Абхазской АССР, а также в ходе ликвидации последствий землетрясения в Ленинакане и Спитаке (1988).

## Специфика служебной деятельности
До 1988 года структура, назначение и ведомственная принадлежность СМЧМ ВВ МВД СССР составляли служебную тайну.
СМЧМ имели структуру подчинения, принятую в округах Внутренних войск. Вместе с тем, по вопросам охраны общественного порядка в мирное время они находились фактически в оперативном подчинении региональных управлений МВД СССР или союзных республик (ГУВД), по согласованию с которыми определись районы дислокации патрулей. Военнослужащие СМЧМ обеспечивались формой одежды по нормам патрульных частей милиции. Полевая форма, которую носили солдаты и офицеры внутри части, во время тактических занятий и несения караульной службы, имела общевойсковой покрой, однако имела серый цвет, а также знаки различия милиции. В1991 году полевая форма была заменена на новую форму тёмно-синего или серо-стального цвета, вместо пилоток были введены кепи серого цвета. Эта форма, в отличие от полевой формы Вооружённых сил, не предусматривала ношение подворотничков. В частях их не выдавали и соответственно, военнослужащие их не подшивали, но во многих частях офицеры требовали подшивать и эту форму. Также, в отличие от других родов войск военнослужащим СМЧМ выдавали не кирзовые, а юфтевые (для внутренней службы), а также хромовые сапоги (для патрульно-постовой службы и парадных мероприятий). Кроме того, поясные ремни солдат и сержантов были кожаные.
Комплектование частей СМЧМ происходило по особому принципу. В них старались набирать молодых людей славянской внешности, в основном, выходцев из крупных городов России, Украины, Белоруссии, иногда Прибалтики, имеющих полное среднее образование, хорошее физическое развитие и рост не ниже 170 см. Отбор в СМЧМ  проходил ещё в военкоматах, при этом на делах призывников ставилась отметка «Отобран к СМЧМ», после чего их уже не могли заполучить «покупатели» из других родов войск. Однако, к 1990 году эти правила уже строго не соблюдались. В то же время, СМЧМ всегда относились к, так называемым, «асфальтным» частям, из-за того, что дислоцировались непосредственно в крупных городах (столицах регионов страны). Можно сказать, что в силу специфики службы, систематически участвуя в различных мероприятиях (спортивных, культурных и т.п.) по охране общественного порядка в городах, военнослужащие срочной службы не были полностью оторваны от «гражданки», и даже в определённой степени были интегрированы в гражданскую жизнь города.
Служить в СМЧМ было престижно, несмотря на ношение военнослужащими формы сотрудников милиции. В 90-е годы родители многих военнослужащих просили работников военкоматов, а также выходили непосредственно на командование частей, чтобы их сын попал служить именно в СМЧМ, причём в своём регионе.
Специальных высших и средних учебных заведений по подготовке офицеров исключительно для службы в СМЧМ не было. Как правило, СМЧМ комплектовались выпускниками военных училищ внутренних войск МВД.
Само существование милицейских частей, которые комплектовались военнослужащими срочной службы, всячески маскировалось. Так Московский полк, входивший в состав Отдельной мотострелковой дивизии особого назначения им. Дзержинского (ОМСДОН) внутренних войск МВД СССР, по внутренним штатам дивизии являлся 3-м СМПМ, по учётам ГУВД Мосгорисполкома он числился 3-м полком патрульно-постовой службы, но для всех остальных при указании места службы в письмах и несекретных приказах по полку он именовался просто как в/ч 5401. Военнослужащим было запрещено писать в письмах родственникам о прохождении службы в милицейских частях. Во время несения службы военнослужащим СМЧМ категорически запрещалось совершать какие-либо действия, которые могли бы дать основания считать их военнослужащими. До 1988 года перед выходом на маршруты патрулирования по охране общественного порядка, военнослужащим выдавались удостоверения сотрудников милиции местного отдела внутренних дел (ОВД), которые сдавались в канцелярию роты по возвращении в расположение части. (В Ленинграде удостоверений не выдавали, начиная с 1974 года.) Во время несения патрульной службы военнослужащие СМЧМ представлялись гражданам сотрудниками того ОВД, на территории которого несли службу. С распадом СССР ограничения в режиме секретности в части принадлежности к внутренним войскам были сняты.
Распорядки дня и недели СМЧМ, в силу специфики несения службы, существенно отличались от распорядка частей других родов войск:
- С четверга по воскресенье при несении службы по ООП (военнослужащие так и говорили неофициально «служба») в городах по месту дислокации, общий подъём был в 8.30, отбой в 00.30.
- Понедельник — выходной день.
- Весь вторник — занятия, подъём в 06.00, отбой в 22.00,
- Среда — парково-хозяйственный день (ПХД) и «служба», подъём также в 06.00, отбой в 00.30.
- В 5402 выходной день был в воскресенье. В понедельник учебный день, выезд на стрельбище (очень редко, примерно раз в месяц). Вторник — банный день, подъём в 6.00. В субботу, примерно раз в месяц ПХД.

Распорядок недели в в/ч 5466.
- Вторник — выходной день
  - 10.00 подъём,
  - с 11.00 — увольнения в город,
  - 22.00 отбой.
- Среда — день боевой подготовки
  - подъём 6.00, выезд на полигон или полевой выход,
  - отбой — 21.00.
- Четверг — банный день (самый тяжёлый и длинный день):
  - 04.30 подъём,
  - 05.00−08.00 баня,
  - 9.00−14.00 занятия по плану,
  - 15.00−00.00 несение службы по ООП,
  - 01.00 отбой.
- Пятница-воскресенье:
  - 9.00 подъём
  - 10.00−14.00 занятия по плану,
  - 15.00−00.00 несение службы по ООП,
  - 01.00 отбой.
- Понедельник — ПХД:
  - 9.00 подъём
  - 10.00−14.00 наведение порядка в подразделении,
  - 15.00−00.00 несение службы по ООП,
  - 01.00 отбой.

Предоставление увольнительных в выходной день имеет особенности. На СМВЧ распространяются условия, так называемых, «усилений», то есть несение службы в усиленном режиме, которые вводятся в системе МВД по различным основаниям, в том числе, в связи с празднованием государственных праздников, памятных дат. В этой связи, СМВЧ переходили на усиленный режим несения службы, а, если он совпадал с выходным днём по распорядку дня части, то увольнительные официально отменялись. Поэтому график увольнений соблюдался не всегда. В 1975 в Ленинграде система увольнений изменилась: увольнительные предоставлялись «в две смены» — с 10.00 до 15.00 и с 15.00 до 22.00.

## Вооружение и оснащение
Штатным вооружением основной части личного состава СМЧМ был АКС-74 (во время карабахского конфликта в некоторых частях (в частности, в/ч 5457) произошла замена на АК и АКМ из-за жалоб местного населения на якобы "негуманность" патронов 5,45×39 мм) и, до 1992 года, пистолет ПМ. Однако в дальнейшем, несмотря на то, что ПМ за военнослужащими срочной службы не закреплялся и службу с пистолетом они не несли, в рамках огневой подготовки были регулярные занятия по освоению материальной части ПМ (занятия по изучению наставления по пистолету, техники стрельбы, неполная разборка, снаряжение магазинов учебными патронами; эти нормативы также выполнялись на время). Кроме того, с военнослужащими срочной службы, при выполнении практических стрельб, проводили упражнения по стрельбе, в том числе из ПМ на дистанцию 25 м по грудной фигуре (мишень № 4). Иногда стрельба выполнялась на ходу с расстояния 50м, последний выстрел на 25 м.
В каждой патрульной роте были пулемёты РПК-74, снайпер, вооружённый СВД. На складах вооружения частей были гранаты. В каждой части вооружение могло варьироваться. В Ленинграде ни пулемётов, ни снайперов не было в период 1970-х годов.
Также в экипировку входили:
- палка резиновая ПР-73,
- щиты дюралевые (впоследствии пластиковые) «Витраж»,
- шлемы стальные армейские (СШ-40, СШ-60 и СШ-68), бронежилеты различных модификаций (ЖЗЛ-74, ЖЗТ-71, ЖЗТ-70М).

Кроме того, в составе СМЧМ имелись взводы специального назначения (спецвзводы), на вооружении которых имелись 2 автомата АКМ с приборами для бесшумной стрельбы ПБС, 2 автомата АК-74 со специальными планками для приборов ночного видения и 2 гранатомёта РПГ.
На время командировок в горячие точки взводы спецназначения довооружались подствольными гранатомётами ГП-25, а в некоторых подразделениях создавались внештатные расчёты гранатомётчиков для стрельбы из автоматического станкового гранатомёта АГС-17 «Пламя».
Вместо обычных стальных армейских шлемов личный состав взводов специального назначения был экипирован СТШ «Сфера».
Для проведения мероприятий по пресечению групповых хулиганских проявлений и массовых беспорядков, в зависимости от штата конкретной части, имелись 1–3 пожарных автомобиля с усиленной защитой (как правило, щитками из мелкой клетки предохраняющими стёкла и фары), а на вооружении СМЧМ имелись специальные средства:
- специальные карабины КС-23 для стрельбы снарядами травматического действия, отстрела контейнеров со слезоточивым газом, снарядов для открывания запирающих устройств;
- различные средства применения слезоточивых газов такие как «Черёмуха-1», «Черёмуха-2», «Черёмуха-4», «Черёмуха-5», «Черёмуха-10», «Черёмуха-12», «Сирень»;
- светошумовые гранаты Заря-2;
- аппарат распыления аэрозолей на большой площади «Облако».

Специальные моторизированные части милиции были полностью обеспечены автотранспортом, что повышало их мобильность:
- За каждым патрульным взводом был закреплён автомобиль ГАЗ-52, ГАЗ-53, ГАЗ-66 или ЗИЛ-130, ЗИЛ-131, а также по 2 патрульных автомобиля УАЗ-469 со специальными сигнальными устройствами (проблесковый маячок и сирена), раскраской и опознавательными знаками милиции. В в/ч 7442, Ташкент, Узбекистан в 90-х годах патрулирование осуществлялось на автомобилях марки SsangYong Korando Family 9. В 1995-1997 годах в связи с перебоями в обеспечении бензином военнослужащие редко привлекались к охране общественного порядка в городах по месту дислокации частей. В это время распорядок дня менялся на "общевойсковой", то есть вместо охраны общественного порядка в рабочие дни проводились занятия, в субботу — ПХД, в воскресенье — выходной. Иногда имели место случаи, когда доставить личный состав на служебном транспорте по причине нехватки бензина к месту несения службы было невозможно. Поэтому, в виде исключения, военнослужащие прибывали для обеспечения общественного порядка в места проведения массовых мероприятий самостоятельно на городском транспорте (например, в/ч 5424).
- В батальонах и полках имелись специальные БТР, с раскраской и опознавательными знаками милиции, а также БРДМ. Однако имели место случаи, когда эта техника находилась в неудовлетворительном техническом состоянии (возможно по причинам ненадлежащего обслуживания) или вообще её не было.

## Штаты и структура
В зависимости от места дислокации, территории обслуживания и объёма служебно-боевых задач СМЧМ имели структуру патрульных полков, патрульных батальонов и патрульных рот.
- Отдельные патрульные полки состояли из 6 патрульных рот (3 взвода по 30 человек), автомобильного батальона (4 автомобильных взвода и ремонтный взвод), роты материально-технического обеспечения и взвода связи. В состав первой патрульной роты входил взвод специального назначения. В Ленинграде взводов специального назначения в первой роте не было до 1977 года.
- Отдельные патрульные батальоны имели либо ротную, либо взводную структуру:
  - Ротная структура: 2 патрульные роты по 3 взвода, патрульная рота на автомобилях, взвод материально-технического обеспечения (МТО) либо автомобильная рота, в которую входил взвод МТО
  - Взводная структура: 4 патрульных взвода, автомобильный взвод, взвод материально-технического обеспечения.

Структура в/ч 5466 (46 ОСМБМ): 5 патрульных взводов по 25-30 чел., спец. взвод — 10-15 чел., взвод МТО, автовзвод.
- Отдельные патрульные роты имели 3 патрульных взвода, взвод материально-технического и автотранспортного обеспечения.

Первоначально в Советском Союзе насчитывалось 3 полка СМЧМ, 46 батальонов и 2 роты, которые обслуживали столицы союзных республик и крупные промышленные города.
Полки дислоцировались:
- в Москве (в/ч 5401) (полк входил в состав ОМСДОН им. Ф.Э. Дзержинского),
- в Ленинграде (в/ч 5402),( 3 патрульные роты , РМТО и авторота)
- в Киеве (в/ч 5403),
- в Челябинск (в/ч 5426)
- в Свердловске (Екатеринбурге) СМПМ 51 (в/ч 5425)
- в Иркутске (в/ч 5436)
- в 1987 году, в Донецке на базе патрульного батальона был сформирован учебный полк (в/ч 5440) по подготовке сержантского состава для всех частей СМЧМ ГУВВ МВД СССР. Также сержантский состав для укомплектования должностей командиров отделений в авторотах (взводах), специалистов связи и военных поваров готовила учебная бригада в г. Золочев (Украинская ССР).
- в Волгограде (в/ч 5432) СМБМ 12 В 1988 - командировка в Сумгаит - Баку (февраль - май) 1988 июнь-август - Степанакерт, 1988 - сентябрь - декабрь -Степанакерт, 1989 январь - Кельбаджар.

- в 1988 году Симферопольский батальон (в/ч 5461) был реорганизован в полк.
- в 1989 году Рижский и Вильнюсский батальоны были реорганизованы в полки.
- в Кишинёве в/ч 5447 тоже была полком.
- 30 сентября 1966 года в Минске на базе 43-й конвойной дивизии внутренних войск МВД СССР создан милицейский батальон в/ч 5448 (впоследствии реформирован в 41-й специальный полк милиции)
- осенью 1988 года отдельный батальон в городе Баку в/ч 5456 был также переформирован в полк, эта часть несла службу в городах Баку,  в/ч 5478 Сумгаит и Нагорно-Карабахской автономной области
- в г. Караганда (Казахстан) в/ч 5451 — Карагандинский полк СМЧМ (в 1988 году также участвовал в боевых действиях в Нагорном Карабахе),
- в г. Горьком (батальон в/ч 5434 расформирован), в 2012 г. был сформирован отдельный батальон в/ч 6908, в 2016 вновь сокращён в связи с реформой ВВ МВД РФ.
- в г. Сыктывкар (в/ч 5466) 46 ОСМБМ,
- в г. Ворошиловграде (ныне г. Луганск) в/ч 5446, (в 1989-1990 г.г. участвовал в боевых действиях в Абхазской АССР и Нагорно-Карабахской автономной области).
- в г. Ташкент в/ч 5452
- в г. Душанбе в/ч 5453
- в г. Ашхабаде в/ч 5454.
- в г. Чарджоу в/ч 5535.
- в г. Тбилиси в/ч 5455.
- в г. Ереван отдельный батальон в/ч 5457 имел описанную выше ротную структуру (2 патрульные роты по 3 взвода, патрульная рота на автомобилях, взвод материально-технического обеспечения), в августе 1988 г был преобразован в полк с изменением штатной структуры: (6 патрульных рот по 3 взвода в составе двух батальонов (один батальон дислоцировался на частично арендованной территории школы милиции, второй - на старом месте), авторота, рота материально-технического обеспечения + рота быстрого реагирования на БТР-60).

После распада Советского Союза части СМЧМ в России были переименованы в СМВЧ (специальные моторизованные воинские части ВВ МВД РФ), а на Украине вошли в состав дивизий, бригад, полков и батальонов Национальной гвардии Украины - НГУ (1992 - 1998 г.г.). После реорганизации в 1995 году Национальной гвардии Украины бывшие части СМЧМ были возвращены в состав ВВ МВД Украины, и стали называться СМВЧМ (специальные моторизованные войсковые части милиции).

## Задачи
Основной задачей СМЧМ было оказание помощи территориальным ОВД по:
- охране общественного порядка на улицах,
- борьбе с уличной преступностью,
- охране общественного порядка при проведении культурно-массовых и спортивно-массовых мероприятий.

Помимо этого, военнослужащие СМЧМ привлекались местными ОВД к мероприятиям по поиску, задержанию, либо ликвидации вооружённых, особо опасных преступников, а также арестованных и осуждённых, скрывшихся из под стражи и совершивших побег из мест лишения свободы.

### Участие в разрешении межнациональных конфликтов
В/ч 5466 (46 ОСМБМ), г. Сыктывкар.
- 1980 год:
  - май−август — Москва (Олимпиада—80);
  - октябрь — Воркута (Коми АССР, массовые беспорядки в местах лишения свободы);
- 1988 год:
  - первые числа марта (сразу после волнений в Сумгаите) - Кировабад, Степанакерт,
  - март — Баку (Аз. ССР),
  - сентябрь — Масис (Арм. ССР),
  - ноябрь−декабрь — Ереван (Арм. ССР),
  - декабрь — Ленинакан (Арм. ССР, участие в спасательных работах и обеспечение правопорядка в районе землетрясения);
- 1989 год:
  - январь — Ленинакан (Арм. ССР),
  - январь−июнь — Ереван (Арм. ССР),
  - июнь — Пахтакор, Маргелан, Комсомольск (Узб. ССР),
  - июль−август — Язъяван, Кувасай (Узб. ССР),
  - октябрь — Очамчира (Абх. АССР, ГССР),
  - ноябрь — Ткварчели (Абхаз. АССР, ГССР),
  - декабрь — Сухуми (Абх. АССР, ГССР);
- 1990 год:
  - январь — Сухуми (Абх. АССР, ГССР),
  - январь - июнь - Баку (Аз. ССР),
  - февраль−апрель — Душанбе (Тадж. ССР),
  - май — Сарыджалы (НКАО, Аз. ССР), июнь — Туг (НКАО, Аз. ССР),
  - июль — Гядрут—Физули (НКАО, Аз. ССР),
  - август — Аджикент—Камо (Аз. ССР),
  - октябрь−декабрь — Русские борисы (Аз. ССР);
- 1991 год:
  - апрель — Владикавказ (СО АССР, РСФСР),
  - июнь−сентябрь — Шуша (НКАО, Аз. ССР),
  - октябрь — Воркута (Коми АССР, массовые молодёжные драки);
- 1992 год:
  - август — Воркута (Респ. Коми, массовые молодёжные драки),
  - сентябрь−ноябрь — Нальчик (Кабардино-Балкария);
  - 1993 год: Кизляр (Дагестан); после Кизляра переброшен в Хасавюрт.
  - 3-4 октября - Москва (Разгон Верховного Совета)
- 1994 год — Санкт-Петербург (Игры доброй воли);
- 1996 год январь−май — Грозный (1-я Чеченская кампания).

В/ч 5538 г. Ош Киргизия. Ошские события 1990-1992 г. В южных регионах Советского Союза и не только южных, в 1970-80-е годы, части СМЧМ в криминогенной среде и среди молодёжи были известны, как: «Дикая Дивизия» (учитывая решительность и жёсткость, с которой действовали военнослужащие в ходе несения службы);  «Чёрная сотня»,"Черносотенцы" (из-за чёрного цвета полевой формы и действительно, в батальоне было всего за сотню человек,так как батальон был взводной системы).

### Ликвидация последствий техногенных катастроф и стихийных бедствий
Кроме исполнения своих непосредственных обязанностей, военнослужащие СМЧМ в обязательном порядке привлекались к ликвидации последствий техногенных катастроф и стихийных бедствий, оказанию помощи потерпевшим, эвакуации населения в безопасное место.
Ярким примером действий СМЧМ в чрезвычайных условиях, служит участие этих частей в ликвидации последствий Чернобыльской катастрофы и Спитакского землетрясения в Армении.
В ходе ликвидации последствий Спитакского землетрясения, наряду с оказанием помощи территориальным органам власти в поддержании порядка, СМЧМ решали задачи охраны объектов особой важности (банки, объекты сосредоточения значительных материальных ценностей), спасения людей в зоне завалов, создания режима особого положения в зоне землетрясения в городах Ленинакан и Спитак.

### Карабахский конфликт
Одним из самых широкомасштабных применений СМЧМ является Карабахский конфликт (1988), когда спецчасти милиции со всей страны были направлены в Армению и Азербайджан и посменно несли службу с февраля 1988 года по ноябрь 1991 года. Тогда за одну ночь с 24 на 25 февраля в ереванский аэропорт Звартноц транспортные самолёты ИЛ-76 перебросили несколько тысяч военнослужащих.
В зоне конфликта СМЧМ имели подчинение по территориальному принципу временной дислокации и входили в состав войсковой оперативной группировки (ВОГ).
На территории НКАО и Агдамского района Азербайджана в феврале 1988 года дислоцировались ОСМБМ (отдельный специальный моторизованный батальон милиции) из Саратова, Пензы, Куйбышева (Самара), Горького (Нижний Новгород), Ашхабада, Караганды и других регионов СССР.
В зависимости от оперативной обстановки милицейские части зачастую меняли место дислокации по решению командования войсковой оперативной группировки (ВОГ) по согласованию с Главным управлением внутренних войск (ГУВВ). Мобильность частей была подтверждена на деле их способностью передислокации в короткие сроки и оперативно влиять на обстановку в районах несения боевой службы.
В ходе несения службы войсковые наряды неоднократно входили в боестолкновения с экстремистами и их боевыми отрядами. Нередко специальные части выполняли задачи совместно с подразделениями и частями Советской армии (Ереван, Баку). Особенно тесным было взаимодействие в Ереване в период введения Чрезвычайного положения и комендантского часа для предотвращения массовых беспорядков и антигосударственных проявлений.
Например, 3-й СМПМ (Москва) в течение чуть более полугода выполнил 3 специальные командировки (две в Армению и одна в Азербайджан). Самая массовая командировка была в марте 1988 г., когда на месте постоянного базирования полка на улице Сущёвский Вал в течение полумесяца оставалось около 20 человек.
в/ч 5457 (г. Ереван), первоначально отдельный батальон, во время событий в аэропорту Звартноц (3–5 июля 1988 года) обеспечивал охрану внутри здания аэропорта. В августе 1988 года часть была преобразована в полк. С апреля по октябрь 1989 года после Спитакского землетрясения одна из рот на ротационной основе несла службу в г. Ленинакан (базировались в палаточном городке в Ширакской долине близ одноимённого села). Полк активно задействовался в патрульных мероприятиях и оцеплениях при проведении концертов, массовых мероприятий и спортивных соревнований в г. Ереван (в основном на стадионе "Арарат") и окрестных сёлах, а также для охраны СИЗО, следственных мероприятий и судебных заседаний. С октября-ноября 1989 года в связи с резким осложнением внутриполитической обстановки в республике и появлении реальной угрозы для жизни и здоровья военнослужащих патрульная служба была прекращена (кроме этого офицерам было запрещено появляться за пределами части в милицейской форме, рядовому и сержантскому составу запретили выход за пределы части вообще и любые контакты с местным населением в частности) и до весны 1990 года осуществлялись единичные мероприятия по охране домов и имущества жителей г. Ереван азербайджанской национальности, а также охрана оперативного штаба группировки ВВ в Армянской ССР. С октября 1989 года начали осуществляться так называемые «выезды» — вначале поротно, а вскоре и практически в полном составе оба батальона командировались в приграничные районы республики с официальной формулировкой «для охраны общественного порядка и предотвращения межэтнических столкновений» (1 батальон — в северные районы, 2 батальон — в южные (Мегринский /весной 1990 года совместно с подразделениями ОМСДОН/, Кафанский, Горисский). Подразделения несли службу на самодельных блок-постах на дорогах, у въездов в населённые пункты, на отдалённых сельскохозяйственных предприятиях и по линии административной границы с Азербайджаном. В весенний и осенний призывы 1990 года по требованию местных властей вопреки сложившейся многолетней практике часть была укомплектована призывниками - местными жителями, после чего боеспособность части, и без того не слишком высокая, резко упала; часть этих "военнослужащих" (как правило, это были жители Еревана) в подразделениях просто отсутствовала, либо присутствовала только днём; на "выезды" их не брали - со слов офицеров, по этому поводу существовал неофициальный приказ. При участии военнослужащих в/ч 5457 весной 1991 года на вооружение частей внутренних войск зоны Карабахского конфликта с базы хранения в районе г. Ленинакан были поставлены БТР-152 (модификации В1 и К1). Официально в боевых действиях полк участия не принимал, однако боестолкновения (в том числе с гибелью военнослужащих) имели место, так же имелись многочисленные случаи обстрелов из стрелкового оружия как территории части в г. Ереван (как правило, если солдаты и старшины - местные жители вечером спешно покидали военный городок, ночью был обстрел), так и мест временной дислокации и блок-постов в районах, а также попытки захвата и хищения оружия, техники и горючего.